# جامعة العلوم الإنسانية الدولية
جامعة العلوم الإنسانية الدولية مؤسسة تعليم عالي أوكرانية، (بالأوكرانية: Міжнаро́дний гуманіта́рний університе́т) هي جامعة تقع في أوديسا أوبلاست، أوكرانيا. تأسست هذه الجامعة في سنة 2002